# Philosophischer Fakultätentag
Der Philosophische Fakultätentag (PhFT) ist die hochschulpolitische Vertretung der geistes-, kultur- und sozialwissenschaftlichen Fächer. In ihm arbeiten über 130 Fakultäten und Fachbereiche an 62 Hochschulen zusammen.

## Aufgaben
Der PhFT vertritt die Interessen seiner Mitglieder gegenüber Hochschulleitungen, den Wissenschaftsministerien der Länder und des Bundes, den Wissenschaftsorganisationen und der Öffentlichkeit. Er kooperiert mit wissenschaftlichen Fachverbänden, ist aber die einzige Institution, die die Gesamtheit der geistes-, kultur- und sozialwissenschaftlichen Fächer in die (Hochschul-)Politik einbringt. Eine weitere wesentliche Aufgabe besteht darin, dass die Mitglieder sich gegenseitig über hochschulpolitische Entwicklungen informieren und deren Konsequenzen für die eigenen Fächer diskutieren. Der PhFT bemüht sich außerdem um die Vergleichbarkeit von Qualitätsstandards bei den Studienabschlüssen und bei der Notengebung.
Der PhFT berät seine Mitglieder bei
- inneruniversitären Interessenskonflikten, insbesondere im Rahmen von Zielvereinbarungen und Berufungsverfahren
- Problemen mit der außeruniversitären Qualitätssicherung (Evaluierung, Akkreditierung)

## Geschichte
Der PhFT wurde 1950 in Marburg gegründet. Entsprechend der damaligen Zusammensetzung der Philosophischen Fakultäten gehörten ihm Geistes-, Natur- und Sozialwissenschaften an. 1958 gliederte sich der PhFT in eine philosophische und eine mathematisch-naturwissenschaftliche Abteilung, 1968 konstituierten sich beide Abteilungen als selbständige Fakultätentage. Der PhFT ist der mitgliederstärkste Fakultätentag im Allgemeinen Fakultätentag, dem Dachverband der deutschen Fakultätentage.
Jeweils zweimal im Jahr treffen sich die Delegierten aus den Mitgliedsfakultäten und -fachbereichen zu den Plenarversammlungen. Die laufenden Geschäfte führt der aus drei Mitgliedern bestehende Vorstand, der durch den Erweiterten Vorstand unterstützt wird.